# Driedaagse De Panne - Koksijde 1981
La Driedaagse De Panne - Koksijde 1981, quinta edizione della corsa, si svolse dal 30 marzo al 1º aprile su un percorso di 538 km ripartiti in 3 tappe (la prima suddivisa in due semitappe), con partenza a Tielen e arrivo a De Panne. Fu vinta dal belga Jan Bogaert della squadra Vermeer-Thijs davanti ai connazionali André Dierickx e Jos Jacobs.

## Tappe
| Tappa  | Data      | Percorso                        | km   | Vincitore di tappa | Leader cl. generale |
| ------ | --------- | ------------------------------- | ---- | ------------------ | ------------------- |
| 1ª-1ª  | 30 marzo  | Tielen > Geel                   | 93   | Étienne De Wilde   | Étienne De Wilde    |
| 1ª-2ª  | 30 marzo  | Geel > Geel (cron. individuale) | 13,3 | Gerrit Van Gestel  | Jan Bogaert         |
| 2ª     | 31 marzo  | Wolvertem > De Panne            | 217  | Eddy Planckaert    | Jan Bogaert         |
| 3ª     | 1º aprile | De Panne > De Panne             | 215  | Jos Jacobs         | Jan Bogaert         |
| Totale | Totale    | Totale                          | 538  |                    |                     |

## Dettagli delle tappe

### 1ª tappa - 1ª semitappa
- 30 marzo: Tielen > Geel – 93 km

| Pos. | Corridore          | Squadra     | Tempo    |
| ---- | ------------------ | ----------- | -------- |
| 1    | Étienne De Wilde   | Splendor    | 2h04'00" |
| 2    | Willy De Geest     | Capri Sonne | s.t.     |
| 3    | Guido Van Sweevelt | Capri Sonne | a 7"     |

| Pos. | Corridore        | Squadra  | Tempo |
| ---- | ---------------- | -------- | ----- |
| 1    | Étienne De Wilde | Splendor |       |

### 1ª tappa - 2ª semitappa
- 30 marzo: Geel > Geel (cron. individuale) – 13,3 km

| Pos. | Corridore         | Squadra       | Tempo  |
| ---- | ----------------- | ------------- | ------ |
| 1    | Gerrit Van Gestel | Capri Sonne   | 16'31" |
| 2    | Jan Bogaert       | Vermeer-Thijs | a 9"   |
| 3    | Willy Teirlinck   | Boston-Mavic  | a 32"  |

| Pos. | Corridore   | Squadra       | Tempo |
| ---- | ----------- | ------------- | ----- |
| 1    | Jan Bogaert | Vermeer-Thijs |       |

### 2ª tappa
- 31 marzo: Wolvertem > De Panne – 217 km

| Pos. | Corridore         | Squadra  | Tempo    |
| ---- | ----------------- | -------- | -------- |
| 1    | Eddy Planckaert   | Splendor | 5h35'00" |
| 2    | Walter Planckaert | Splendor | s.t.     |
| 3    | Leo Van Thielen   | Eurobouw | s.t.     |

| Pos. | Corridore   | Squadra       | Tempo |
| ---- | ----------- | ------------- | ----- |
| 1    | Jan Bogaert | Vermeer-Thijs |       |

### 3ª tappa
- 1º aprile: De Panne > De Panne – 215 km

| Pos. | Corridore      | Squadra       | Tempo    |
| ---- | -------------- | ------------- | -------- |
| 1    | Jos Jacobs     | Capri Sonne   | 5h14'00" |
| 2    | André Dierickx | Safir         | s.t.     |
| 3    | Jan Bogaert    | Vermeer-Thijs | s.t.     |

| Pos. | Corridore      | Squadra       | Tempo     |
| ---- | -------------- | ------------- | --------- |
| 1    | Jan Bogaert    | Vermeer-Thijs | 13h04'47" |
| 2    | André Dierickx | Safir         | a 5'32"   |
| 3    | Jos Jacobs     | Capri Sonne   | a 5'40"   |

## Classifiche finali

### Classifica generale
| Pos. | Corridore          | Squadra                     | Tempo     |
| ---- | ------------------ | --------------------------- | --------- |
| 1    | Jan Bogaert        | Vermeer-Thijs               | 13h04'47" |
| 2    | André Dierickx     | Safir-Ludo-Galli            | a 5'32"   |
| 3    | Jos Jacobs         | Capri Sonne                 | a 5'40"   |
| 4    | Willy De Geest     | Capri Sonne                 | a 5'45"   |
| 5    | Étienne De Wilde   | Splendor-Wickes-Europ Decor | a 5'59"   |
| 6    | Willy Teirlinck    | Boston-Mavic                | a 11'23"  |
| 7    | Willy Govaerts     | Vermeer-Thijs               | a 11'35"  |
| 8    | Guido Van Sweevelt | Capri Sonne                 | a 11'38"  |
| 9    | Marc Renier        | Masta-Immo Peeters-BBS      | a 11'39"  |
| 10   | Eddy Verstraeten   | Vermeer-Thijs               | a 11'41"  |